# Apamea nux
Apamea nux là một loài bướm đêm trong họ Noctuidae.